# مادران، عشق و زندگی
مادران، عشق و زندگی (اسپانیایی: Madres. Amor y vida‎) یک مجموعهٔ تلویزیونی درام اسپانیایی است که در سال ۲۰۰۹ منتشر شد.

## گزیدهٔ بازیگران
- بلن روئدا[۱]
- آیدا فولچ[۲]
- آنتونیو مولرو[۳]
- خوئل بوسکد[۳]
- ناچو فرسندا[۳]
- مونیکا کروز[۳]
- ماریا دِ ناتی
- النا ایروئتا[۴]
- پاکو توس[۴]
- هبه عبوک[۵]
- کارلوس باردم[۵]
- لوسیا خیمه‌نس[۶]
- اوا یوراک[۶]
- نوریا روکا[۷]
- چچو سالگادو